# Distretto di Bang Rakam
Il distretto di Bang Rakam (in thailandese: บางระกำ) è un distretto (amphoe) della Thailandia, situato nella provincia di Phitsanulok.